# Ibrahim Youssef
Ibrahim Youssef Awadallah (ar. إبراهيم يوسف عوض الله محمد; ur. 1 stycznia 1959 w Imbabie, zm. 10 lipca 2013 w Kairze) – egipski piłkarz grający na pozycji środkowego obrońcy. W swojej karierze rozegrał 57 meczów i strzelił 4 gole w reprezentacji Egiptu.

## Kariera klubowa
Całą swoją karierę piłkarską Youssef spędził w klubie Zamalek SC, w którym zadebiutował w 1977 roku. Grał w nim do 1988 roku. Wraz z Zamalekiem trzykrotnie został mistrzem Egiptu w sezonach 1977/1978, 1983/1984 i 1987/1988 oraz zdobył dwa Puchary Egiptu w sezonach 1978/1979 i 1987/1988. W latach 1984 i 1986 wygrał Puchar Mistrzów.

## Kariera reprezentacyjna
W reprezentacji Egiptu Youssef zadebiutował 5 marca 1976 w zremisowanym 1:1 grupowym meczu Pucharu Narodów Afryki 1976 z Etiopią, rozegranym w Addis Abebie. W tym turnieju zagrał również w dwóch innych meczach: finałowych z Marokiem (1:2) i z Nigerią (2:3). Z Egiptem zajął 4. miejsce.
W 1984 roku Youssef był w kadrze Egiptu na Puchar Narodów Afryki 1984. Zagrał w nim w czterech meczach: grupowych z Kamerunem (0:0), z Wybrzeżem Kości Słoniowej (2:1), z Togo (0:0) i półfinałowym z Nigerią (2:2, k.9:10). Z Egiptem po raz drugi zajął 4. miejsce. Od 1979 do 1985 wystąpił w kadrze narodowej 57 razy i strzelił 4 gole.